# Hyperbole
HYPERBOLE (haɪˈpɜːrbəli) ist ein 2013 gestarteter YouTube-Kanal, der von der Berliner Produktionsfirma Hyperbole Medien GmbH betrieben wird.

## Namensbedeutung
Der Name Hyperbole entspricht dem englischen Wort für „Hyperbel“. Eine Hyperbel ist die literarische Form der Übertreibung, um einen Sachverhalt zu verdeutlichen. Laut eigener Angabe will Hyperbole „kulturelle, politische, und weitere Themen“ interessant erzählen, um auf diese aufmerksam zu machen.

## Inhalte
Hyperbole versteht sich als gesellschaftspolitischer Kanal, der Politik für alle interessant anbieten möchte. Auf dem Kanal werden Webvideos zu unterschiedlichen Themen bereitgestellt. Unter Frag ein Klischee werden klischeebelastete Personen vorgestellt wie z. B. Transgender, Menschen mit Glasknochen, Autisten, Tatortreiniger oder Cosplayer. Im Vorfeld können Fragen zu den jeweiligen Personen eingereicht werden. Weitere Formate sind u. a. Disslike, Strassenwahl oder Truth be told.

## Hyperbole Medien
Die Produktionsfirma Hyperbole Medien GmbH produziert die Webvideos für den Kanal. Sie wurde 2013 von der Marketingagentur Styleheads und der Leuphana Universität Lüneburg gegründet. Die Firma erstellt außerdem Formate im Auftrag, z. B. Nearer, Art Work oder Monodrama für ZDFkultur, Germania, Die da oben! oder Shapira Shapira für Funk oder Respekt beginnt beim Namen für die Initiative DeutschPlus. 2022 wurde Hyperbole Medien von Leonine übernommen.

## Grimme Online Award 2015
Hyperbole wurde 2015 mit dem Grimme Online Award in der Kategorie Kultur und Unterhaltung ausgezeichnet. Die Laudation für Hyperbole hielt Gregor Gysi. Für diese Kategorie waren mehrere hundert Webseiten vorgeschlagen.  Hyperbole gehörte schließlich zu dem sieben final Nominierten und wurde von der Jury letztendlich zum Preisträger gekürt.

„Mit insgesamt neun Video-Formaten bieten die Macher ihrem Publikum zielgruppengerechte Informationen, Unterhaltung und vor allem: Diskussionsstoff. Denn Diskussionen zu politischen und gesellschaftlichen Fragen, das ist das erklärte Ziel der Macher. Aktuelle Themen werden pointiert und modern in Bewegtbild übersetzt, der Diskurs dazu über sämtliche Social-Media-Kanäle angefeuert und das Feedback wiederum in die eigenen Formate eingespeist. Das Besondere: Die Debatten- und Kommentarkultur bleibt sachlich, fair und selbstregulierend – egal, ob sich die Nutzer über posttraumatische Belastungsstörungen eines Bundeswehr-Veteranen auseinandersetzen oder sich gegenseitig erklären, was ein Oxymoron ist.“